# Yves Saerens
Yves Saerens (1983) is een Vlaams leraar en schrijver van de historische romans De Dwarsligger en Sien van Gogh.
Saerens behaalde in 2008 een master criminologie aan de Universiteit Gent. Sinds 2010 is hij actief in het secundair onderwijs als leerkracht niet-confessionele zedenleer.
In 2016 debuteerde hij met de historische roman De Dwarsligger bij uitgeverij Houtekiet. Dat boek verhaalt over een zeventiende-eeuwse man die als enige dwars op het schip van de Antwerpse Onze-Lieve-Vrouwekathedraal begraven is. Archeologen die zijn kist in 1989 vonden spraken daarom over de begravene als 'de dwarsligger'. Het skelet lag in een loden sarcofaag en een zwaar eikenhouten kist. 
In 2020 volgde een in eigen beheer uitgegeven tweede boek, Sien van Gogh, een roman in dagboekstijl waarin hij vanuit het standpunt van de 19e-eeuwse Sien Hoornik haar leven als prostituee, haar relatie en gezinsleven met Vincent van Gogh beschrijft. De auteur gaf het verhaal zowel digitaal als in papieren vorm zelf uit nadat uitgeverijen afhaakten omwille van het in hun ogen fictieve verhaal en omdat het Van Gogh Museum niet wilde meewerken.